# Donatas Slanina
Donatas Slanina (nacido el 23 de abril de 1977 en Šiauliai, Lituania) es un jugador de baloncesto  lituano cuya mayor parte de su carrera deportiva ha transcurrido en clubes de Lituania y España. Actualmente es entrenador asistente en el Pallacanestro Reggiana.
Ocupa la posición escolta, destacando por su juego de ataque y un excelente tiro y entre sus logros más importantes se encuentra la consecución de la medalla de oro en el Eurobasket 2003 de Suecia como integrante de la selección de su país natal.

## Trayectoria deportiva
- 1996-1999 LKL. BC Siauliai.  Lituania
- 1999-2002 LKL. Zalgiris Kaunas.  Lituania
- 2002-2006 ACB. Caja San Fernando.  España
- 2006-2008 DBL. Prokom Trefl Sopot.  Polonia
- 2008-2009 ACB. CB Murcia.  España
- 2009-2013 LegADue. Pallacanestro Reggiana.  Italia

## Palmarés
- 2000-2001 Campeón de la liga LKL de Lituania con el Zalgiris Kaunas.
- 2003 Medalla de oro en el Eurobasket 2003 de Suecia con al Selección de Lituania.

## Distinciones individuales
- Ganador del concurso de triples del All Star 2001 de Kaunas de la LKL.
- Designado MVP de la jornada 15 de la liga ACB 2005/06
- Participante en los All Star de 1998, 2001 y 2002 de la LKL.
- Participante en el All Star 2003 de la liga ACB.